# Hymn Cherubinów
Hymn Cherubinów (gr. cherubikon, cherubikos hymnos;  cs. chieruwimskaja pieśń), zwany też Pieśnią Cherubinów – stała część Boskiej Liturgii według tekstów św. Jana Chryzostoma i św. Bazylego Wielkiego. W liturgii bizantyńskiej hymn kościelny, który towarzyszy przejściu z liturgii słowa do Liturgii eucharystycznej.

## Opis hymnu
Napisany według tekstów Jana Chryzostoma i Bazylego Wielkiego, wprowadzony w czasach cesarza Justyna II (565–578), być może w miejsce hymnu "Νῦν αἱ δυνάμεις τῶν οὐρανῶν" (Nynie siły niebiesnyja, Teraz moce niebios), obecnie śpiewany jest podczas liturgii uprzednio poświęconych darów. Towarzyszy uroczystemu przeniesieniu darów z żertwiennika na ołtarz. Pierwszą wzmiankę o hymnie spotykamy w homilii patriarchy konstantynopolskiego Eutychiusza (ok. 582).
Hymn ten jest śpiewany przed anaforą w Liturgii Wiernych. Śpiewając Hymn, wierni mają odłożyć „wszelką życia troskę”, aby móc „przyjąć Króla wszystkich” – Jezusa Chrystusa, którego Ofiarą jest Święta Liturgia. Wierni mają wznieść się ponad ziemskie troski, aby móc dokonać „Wielkiego Wejścia” razem z Chrystusem do Jego Królestwa. Dlatego też po Hymnie, kapłan śpiewa wezwanie: „Wszystkich was, prawowiernych [prawosławnych] chrześcijan, niechaj wspomni Chrystus Bóg w Królestwie Swoim”.
Jako stała część liturgii, doczekał się wielu rozbudowanych opracowań wielogłosowych przez licznych kompozytorów. Pomimo iż jest relatywnie krótki, jego pierwszą część śpiewa się długo, powoli, z powtarzaniem słów. Jest to spowodowane tym, że w czasie tego hymnu celebrans odmawia bardzo długie modlitwy, a następnie przygotowuje i wynosi procesjonalnie Święte Dary przed ikonostas, po czym, po odśpiewaniu przez celebransa oracji, następuje druga część Hymnu, kiedy dokonuje się Wielkiego Wejścia z Darami Ofiarnymi. Muzykę opracowali m.in. D.S. Bortniański, M.I. Glinka, P. Czajkowski, A.F. Lwow.
Hymn zaprasza zgromadzonych wiernych, porównanych do cherubinów, czyli najwyższego z chórów anielskich, do przyjęcia Króla wszechświata, który nadchodzi z zastępami aniołów. Cherubikon akcentuje symboliczne znaczenie Wielkiego Wejścia, czyli przeniesienia darów, jako uroczystego wjazdu Chrystusa do Jerozolimy. Hymn intonuje się przed rozpoczęciem procesyjnego Wielkiego Wejścia, podczas którego kapłan niesie chleb i wino przeznaczone do konsekracji.

## Tłumaczenia na języki

### Wjęzyku polskim
1 My, którzy Cherubinów tajemnie przedstawiamy,

 i życiodajnej Trójcy

 trójświętą pieśń śpiewamy,

 odrzućmy teraz wszelką życia troskę.

 2 Abyśmy przyjęli Króla wszystkich,

 którego strzegą niewidzialne zastępy anielskie.

 Alleluja, alleluja, alleluja.

### Wjęzyku cerkiewnosłowiańskim
1. Иже херѹвимы тайнѡ ѡбразѹюще,

и животворѧщей Троицѣ

трисвѧтую пѣснь припѣвающе, 

Всѧкое нынѣ житейское отложимъ попеченіе.

2. Ꙗкѡ да Царѧ всѣхъ подъимемъ, 

аггельскими невидимѡ дорѵносима чинми. 

Аллилѹіа, аллилѹіа, аллилѹіа.
Zapis we współczesnej cyrylicy rosyjskiej
1. Иже Херувимы тайно образующе 

и Животворящей Троице 

Трисвятую песнь припевающе,

всякое ныне житейское отложим попечение. 

2. Яко да Царя всех подымем, 

ангельскими невидимо дориносима чинми. 

Аллилуиа, аллилуиа, аллилуиа.
Transkrypcja na alfabet łaciński (wymowa rosyjska)
1. Iże Chieruwimy tajno obrazujuszcze 

i Żywotworiaszczej Trojce 

Triswiatuju piesń pripiewajuszcze, 

wsiakoje nynie żytiejskoje otłożym popieczenije.
2. Jako da Caria wsiech podymiem, 

angielskimi niewidimo dorinosima czinmi. 

Alliłuia, alliłuia, alliłuia.

### Wjęzyku greckim
1. Οἱ τὰ Χερουβεὶμ μυστικῶς εικονίζοντες καὶ τῇ Ζωοποιῷ Τριάδι τὸν Τρισάγιον ὕμνον προσᾴδοντες πᾶσαν τὴν βιωτικὴν ἀποθώμεθα μέριμναν 

2. ὠς τὸν βασιλέα τῶν ὃλων ὑποδεξόμενοι ταῖς ἀγγελικαῖς ἀοράτως δορυφορούμενον τάξεσιν• Ἀλληλούϊα

### W językuukraińskim
Zapis w cyrylicy ukraińskiej
1. Ми, херувимів тайно являючи 

і животворящій Тройці 

трисвятую пісню співаючи, 

всяку нині житейську відложім печаль.
2. Щоб і царя всіх ми прийняли, 

що його в славі невидиме супроводять ангельські чини. 

Алилуя, алилуя, алилуя.
Transliteracja na alfabet łaciński
1. My, heruvimìv tajno âvlâûči 

i životvorâŝìj Trojcì 

trisvâtuû pisnû spìvaûči, 

vsâku ninì žitejs’ku vìdložìm pečal’.
2. Ŝob i carâ vsìh mi prijnâli, 

ŝo jogo v slavì nevidime suprovodât’ angel’s’kì čini. 

Aliluâ, aliluâ, aliluâ.

### W językusłowackim
1. My cherubínov tajomne predstavujeme 

a životodarnej Trojici 

trojsvätú pieseň spievame 

odložme teraz všetky svetské starosti.
2. Veď máme prijať Kráľa všetkých, 

ktorého anjelské zbory neviditeľne nesú v sláve. 

Aleluja, aleluja, aleluja.

### W językuangielskim
1. We, who mystically represent the Cherubim, 

And chant the thrice-holy hymn 

to the Life-giving Trinity, 

Let us set aside the cares of life.
2. That we may receive the King of all, 

Who comes invisibly escorted by the Divine Hosts. 

Allleluia, alleluia, alleluia.

### W językuwłoskim
1. Noi che misticamente raffiguriamo i Cherubini, 

e alla Trinità vivificante 

cantiamo l'inno Trisàgion, 

deponiamo ogni mondana preoccupazione.
2. Affinché possiamo accogliere il Re di tutti, 

scortato invisibilmente dalle schiere angeliche. 

Alleluia, alleluia, alleluia.

### W językuhiszpańskim
1. Nosotros que a los Querubines místicamente representamos, 

y a la Trinidad Vivificadora 

el Himno Tres veces Santo entonamos, 

depongamos ahora toda mundana solicitud.
2. Así podemos recibir al invisible Rey de la Gloria 

asistido por los órdenes angelicales: 

Alleluia, Alleluia, Alleluia.

### W językufrancuskim
1. Nous qui dans ce mystère représentons les chérubins 

et chantons l'hymne trois fois sainte à la vivifiante Trinité, 

déposons maintenant tous les soucis de ce monde.
2. Pour recevoir le Roi de toutes choses, 

invisiblement escorté par les armées des anges. 

Alléluia, Alléluia, Alléluia.

### W językurumuńskim
1. Noi, care pe heruvimi cu taină închipuim  

Şi făcătoarei de viaţă Treimi întreit-sfântă cântare aducem, 

Toată grija cea lumească să o lepădăm.
2. Ca pe Împăratul tuturor, să primim, 

Pe Cel înconjurat în chip nevăzut de cetele îngereşti.

### W językuholenderskim
1. Laat ons, die hier op mystieke de cherubs verzinnebeelden, 

en het driemaal heilig zingen tot de levenschenkende Drie-eenheid, 

nu alle aardse zorgen opzij leggen.
2. Zodat wij de Koning van het al kunnen verwelkomen, 

die binnentreedt, op onzichtbare wijze begeleid door de hemelse scharen. 

Alleluia, alleluia, alleluia.